# Alex Staropoli
Alessandro Staropoli (* 9. ledna 1970, Terst, Itálie) je italský hudebník, nejvíce známý jako spoluzakladatel a klávesista powermetalové skupiny Rhapsody of Fire. S Luca Turillim, jedním ze zakladatelů Rhapsody of Fire, se Staropoli potkal na kurzu dynamiky mysli. Po částečném rozpadu kapely v roce 2011 a následném odchodu Fabia Lioneho v roce 2016 je jediným původním členem Rhapsody of Fire, který ve skupině stále působí.
Na podzim roku 2016 oznámili původní členové Rhapsody of Fire, že v roce 2017 odehrají rozlučkové turné v bývalé sestavě (do rozpadu v roce 2011). Se svými bývalými spoluhráči ovšem Staropoli nevystoupil, jelikož se podle vlastních slov chtěl naplno věnovat pouze současnému Rhapsody of Fire.